# CEC Bank
CEC Bank, chiamato fino al 6 maggio 2008 Casa de Economii și Consemnațiuni, è una banca rumena con sede a Bucarest, in Romania, presso il Palazzo CEC.
Nel 1990 la CEC deteneva il 32,9 % del mercato bancario rumeno; nel 2006 questo era sceso al 4,03%. per poi risalire nel 2021  al 7,4%.
Alla fine del 2009, la CEC Bank aveva 1 351 filiali, più di 800 delle quali erano nella Romania rurale, molte con solo uno o due dipendenti. Ad agosto 2009 la banca aveva circa 2,7 milioni di clienti. A settembre 2021, CEC Bank disponeva della rete nazionale più estesa, con oltre 1.000 filiali e unità territoriali e con un patrimonio di oltre 45,15 miliardi di lei.

## Storia
CEC è stata fondata nel 1864, cinque anni dopo l'unione dei due Principati danubiani, e più di un decennio prima dello stato rumeno in quanto tale, come la Casa de Depuneri și Consemnațiuni (letteralmente "Casa dei depositi e delle spedizioni" ma effettivamente "Deposits and Consignments Bank"): la casa rumena è usata in modo analogo al francese caisse; entrambi sono legati al contante inglese. Nel 1880, il nome fu cambiato in Casa de Depuneri, Consemnațiuni și Economie ("Depositi, spedizioni e cassa di risparmio").  Nel 1881, la Casa de Economie finanziariamente indipendente ("Cassa di Risparmio") è stata costituita sotto la sua egida. 
Nel 1887 fu posta la prima pietra del Palazzo CEC; l'edificio è stato aperto come sede della banca nel 1900. Dal 2012, CEC Bank ha ancora sede lì, sebbene l'edificio sia stato venduto al comune di Bucarest per un eventuale museo; CEC Bank affitta l'edificio fino a quando non verrà costruita o altrimenti ottenuta una sede moderna appropriata. 
La Romania entrò nella prima guerra mondiale tardivamente dalla parte dell'Intesa e fu in gran parte invasa dalle forze degli Imperi Centrali. Una parte della gestione della banca è rimasta nella Bucarest occupata, mentre un'altra parte si è trasferita a Iași, nel nord-est della Romania. Il primo ministro Ion IC Brătianu ha deciso di inviare il tesoro della Banca, così come altri beni tra cui il tesoro della Banca nazionale di Romania, a Iași e, successivamente, a Mosca. 
Nel 1930, la Casa de Economie fu scorporata come un'istituzione a sé stante, la Casa Generala de Economii ("Casa di risparmio generale" o "Cassa di risparmio generale"), che nel 1932 divenne la Casa Naționala de Economii si Cecuri Postale ( "Casa Nazionale Risparmio e Assegni Postali", "Banca Nazionale del Risparmio e Assegni Postali", ecc.). Le due entità furono riunite all'inizio dell'era comunista, nel 1948. 
Nella Romania comunista, la CEC ha creato una serie di tipi di conti, compresi i libretti di risparmio con varie combinazioni di interessi e premi, e ha aperto filiali in tutta la Romania. Dal 1970 al 1985, CEC ha anche concesso prestiti per la casa. Dopo la rivoluzione del 1989, CEC ha iniziato attività come la concessione di prestiti ad altre banche e la negoziazione di titoli di stato. Nel 1996, la legge n. 66 ha riorganizzato la CEC in società per azioni con il Ministero delle Finanze come unico azionista. A partire dal 2005 si è passati alla privatizzazione. Un tentativo di privatizzazione del 2006 è stato interrotto quando il governo era insoddisfatto delle offerte.  La possibilità di privatizzazione è stata in gioco fino a gennaio 2011.